# Jackeline Rentería

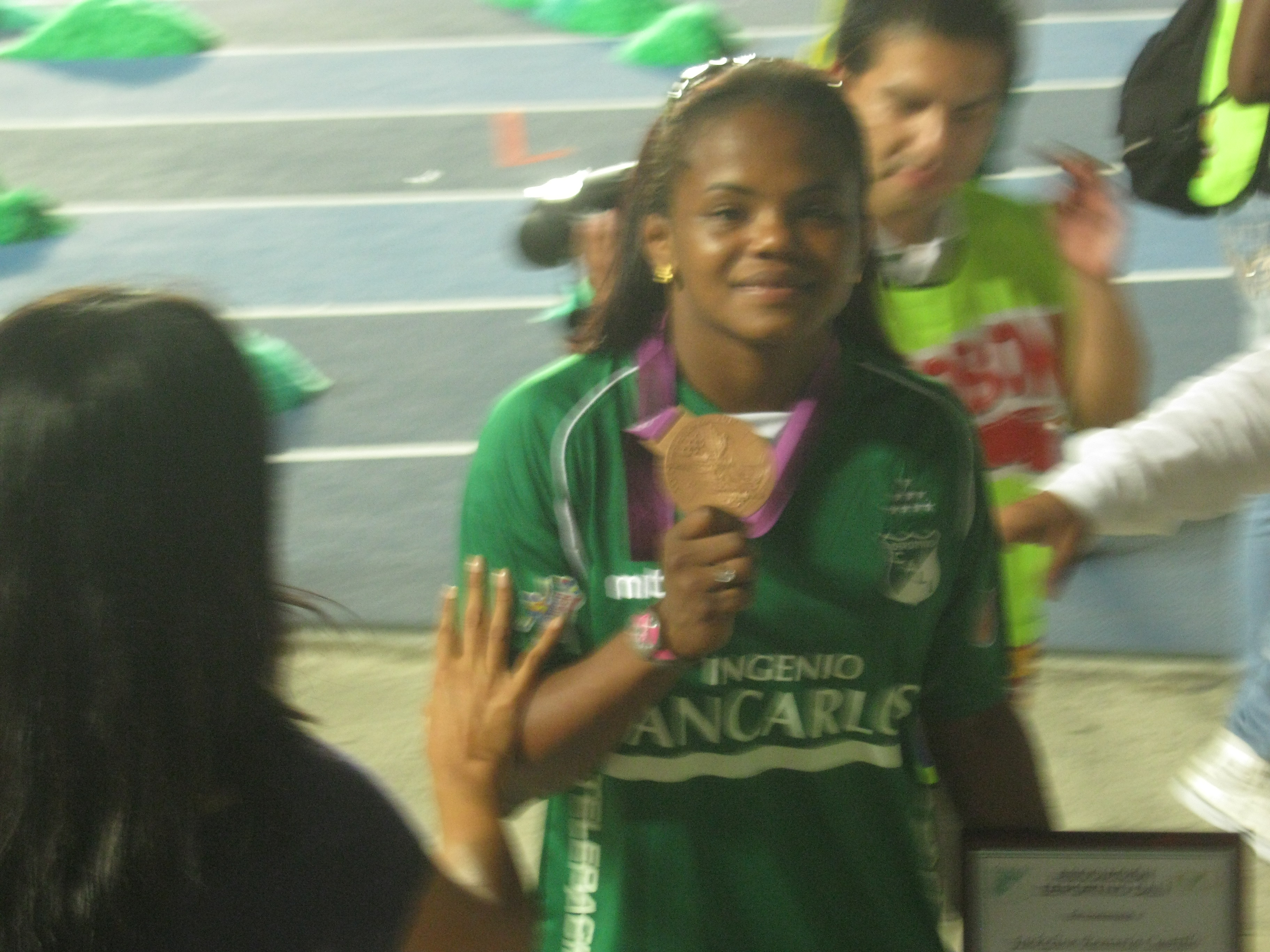
Jackeline Rentería

Jackeline (Jaqueline) Rentería Castillo (* 23. Februar 1986 in Cali, Kolumbien) ist eine kolumbianische Ringerin. Sie gewann bei den Olympischen Spielen 2008 und 2012 jeweils eine Bronzemedaille in der Gewichtsklasse bis 55 kg Körpergewicht.

## Werdegang
Jackeline Rentería begann im Alter von 13 Jahren in Cali mit Judo, wechselte aber bereits mit 14 Jahren zum Ringen. Seit dieser Zeit wird sie von Victor Capacho trainiert. Sie gehört einem Ringerclub in Cali an und ist Studentin. Bei einer Größe von 1,65 Metern ist ihre angestammte Gewichtsklasse eigentlich die bis 59 kg Körpergewicht, da diese aber nicht olympisch ist, trainiert sie in den Olympiajahren in die Gewichtsklasse bis 55 kg ab.
Im Jahre 2004 startete sie erstmals bei einer internationalen Meisterschaft. Sie belegte dabei bei der panamerikanischen Juniorenmeisterschaft in Maracaibo in der Gewichtsklasse bis 55 kg den 3. Platz. Bereits ein Jahr später wurde sie in Guatemala-Stadt panamerikanische Meisterin in der Gewichtsklasse bis 59 kg und belegte bei derselben Meisterschaft 2006 in Rio de Janeiro hinter Yoselin Rojas Urbira aus Venezuela den 2. Platz. 2006 startete sie auch erstmals bei einer Weltmeisterschaft. In Guangzhou besiegte sie dabei Li Chia-Hua aus Taiwan, unterlag dann aber gegen Marianna Sastin aus Ungarn und erreichte den 9. Platz.
2007 siegte Jackeline Rentería sowohl bei der panamerikanischen Meisterschaft in San Salvador als auch bei den panamerikanischen Spielen in Rio de Janeiro. In Rio de Janeiro besiegte sie dabei im Endkampf Marcie van Dusen aus den Vereinigten Staaten. Bei der Weltmeisterschaft 2007 in Baku kam sie zu drei Siegen. Im Viertelfinale unterlag sie aber der überragenden Frauenringerin jener Zeit Saori Yoshida aus Japan und in der Trostrunde auch gegen Olga Smirnowa aus Kasachstan, was sie auf den 7. Platz brachte. 2008 bereitete sie sich sehr intensiv auf die Olympischen Spiele in Peking vor. Diese Vorbereitung trug Früchte, denn sie gewann dort in der Gewichtsklasse bis 55 kg mit Siegen über Marwa Amri, Tunesien und Marcie van Dusen, einer Niederlage im Halbfinale gegen Xu Li aus China und einem Sieg über Ana Maria Pavăl aus Rumänien eine olympische Bronzemedaille.
2009 pausierte Jackeline Rentería. 2010 nahm sie nur an den zentralamerikanischen und karibischen Spielen in Mayaguez/Puerto Rico teil und siegte dort in der Gewichtsklasse bis 63 kg vor Ana Gonzales aus Venezuela und Wendy Garcia Patino aus Mexiko. Im Jahre 2011 nahm sie in Istanbul wieder an der Weltmeisterschaft teil. Ihre hohe Punktniederlage gegen Geeta aus Indien (0:2 Runden, 0:11 Punkte) warf sie dabei auf den 40. Platz zurück.
2012 bereitete sie sich wieder intensiv auf die Olympischen Spiele in London vor und gewann im Vorfeld dieser Spiele das Qualifikations-Turnier in Helsinki und drei weitere Turniere in Europa. Bei den Spielen in London besiegte sie Han Kum-Ok aus Nordkorea und Lissette Alexandra Antes Castillo aus Ekuador. Dann verlor sie im Halbfinale gegen Tonya Verbeek aus Kanada und besiegte im Kampf um eine Bronzemedaille Tetjana Lasarewa aus der Ukraine. Damit hatte sie ihre zweite olympische Bronzemedaille gewonnen.

## Internationale Erfolge
| Jahr | Platz  | Wettbewerb                                                 | Gewichtsklasse | Ergebnisse |
| 2004 | 3.     | Panamerikanische Juniorenmeisterschaft in Maracaibo        | bis 55 kg      | hinter Laure McDougall, Kanada und Millie Aguilar. Venezuela |
| 2005 | 1.     | Panamerikanische Meisterschaft in Guatemala-Stadt          | bis 59 kg      | vor Ana Gonzalez, Venezuela und Veronica Lazo, El Salvador |
| 2006 | 2.     | Panamerikanische Meisterschaft in Rio de Janeiro           | bis 59 kg      | hinter Yoselin Rojas Urbira, Venezuela, vor Michelle Fazzari, Kanada |
| 2006 | 3.     | Central American & Caribbean Games in Cartagena/Kolumbien  | bis 59 kg      | hinter Yoselin Rojas Urbira und Mabel Fonseca Ramirez, Puerto Rico |
| 2006 | 1.     | Panamerikanische Juniorenmeisterschaft in Guatemala-Stadt  | bis 59 kg      | vor Michelle Fazzari und Rosmary Vasquez, Venezuela |
| 2006 | 2.     | Junioren-WM in Guatemala-Stadt                             | bis 59 kg      | hinter Larissa Kanejewa, Russland, vor Hanna Wassylenko, Ukraine und Anna Zwirydowska, Polen |
| 2006 | 9.     | WM in Guangzhou                                            | bis 59 kg      | nach einem Sieg über Li Chia-Hua, Taiwan und einer Niederlage gegen Marianna Sastin, Ungarn |
| 2007 | 3.     | Dave-Schultz-Memorial-International in Colorado Springs    | bis 55 kg      | hinter Marcie van Dusen, USA und Natalja Karamtschakowa, Russland |
| 2007 | 1.     | Panamerikanische Meisterschaft in San Salvador             | bis 55 kg      | vor Marcia Yuleisi Andrades Mendoza, Venezuela und Brittanee Laverdure, Kanada |
| 2007 | 1.     | Panamerikanische Spiele in Rio de Janeiro                  | bis 55 kg      | vor Marcie van Dusen und Tonya Verbeek, Kanada |
| 2007 | 7.     | WM in Baku                                                 | bis 55 kg      | nach Siegen über Jacira Francisco Mendoca, Guinea-Bissau und Anna Zwirydowska, einer Niederlage gegen Saori Yoshida, Japan, einem Sieg über Joice Souza da Silva, Brasilien und einer Niederlage gegen Olga Smirnowa, Kasachstan |
| 2008 | Bronze | OS in Peking                                               | bis 55 kg      | nach Siegen über Marwa Amri, Tunesien und Marcie van Dusen, einer Niederlage gegen Li Xu, China und einem Sieg über Ana Maria Pavăl, Rumänien                                                                                    |
| 2010 | 5.     | Golden-Grand-Prix in Klippan                               | bis 63 kg      | Siegerin: Monika Ewa Michalik, Polen vor Alena Kartaschowa, Russland |
| 2010 | 1.     | Central American & Caribbean Games in Mayaguez/Puerto Rico | bis 59 kg      | vor Ana Gonzalez, venezuela und Wendy Garcia Patino, Mexiko |
| 2011 | 40.    | WM in Istanbul                                             | bis 55 kg      | nach einer Niederlage gegen Geeta, Indien |
| 2011 | 2.     | New-York-Athletic-Club-International                       | bis 59 kg      | hinter Michelle Fazzari, vor Jenna Burkert, USA |
| 2012 | 7.     | Golden-Grand-Prix in Klippan                               | bis 55 kg      | Siegerin: Sofia Mattsson, Schweden vor Katarzyna Krawczyk, Polen |
| 2012 | 1.     | Olympia-Qualif.-Turnier in Helsinki                        | bis 55 kg      | vor Joice Souza da Silva und Yang Sentian, China |
| 2012 | 1.     | Austrian-Lady-Open in Götzis                               | bis 59 kg      | vor Laura Raffler, Österreich und Fabienne Wittenwiler, Schweiz |
| 2012 | 1.     | Poland-Open in Ratibor                                     | bis 59 kg      | vor Natalja Golz, Russland und Olga Butkewitsch, Großbritannien |
| 2012 | 1.     | Großer Preis von Spanien in Madrid                         | bis 59 kg      | vor Joice Souza da Silva, Jekaterina Melnikowa und Natalja Golz, beide Russland |
| 2012 | Bronze | OS in London                                               | bis 55 kg      | nach Siegen über Han Kum-Ok, Nordkorea und Lissette Alexandra Antes Castillo, Ekuador, einer Niederlage gegen Tonya Verbeek und einem Sieg über Tetjana Lasarewa                                                                 |
| 2012 | 1.     | Südamerikanische Meisterschaft in Calla/Peru               | bis 63 kg      | vor Janet Sovero Nino, Peru und Dayana Mendez, Ekuador |

## Erläuterungen
- OS = Olympische Spiele, WM = Weltmeisterschaft
- Frauenringen findet nur im freien Stil statt